# Escac ferruginós
L'escac ferruginós (Melanargia occitanica) és una espècie de lepidòpter papilionoïdeu de la família dels nimfàlids (Nymphalidae) present als Països Catalans. S'estén pel sud-oest d'Europa i nord-oest d'Àfrica.

## Distribució
Existeixen tres subespècies que habiten aïlladament:
- Melanargia occitanica occitanica: es troba al nord i centre de Portugal, a Espanya (molt local) exceptuant el nord-oest i sud-oest (encara que es manté una població al sud de Huelva), a França des de l'est dels Pirineus fins a Ardèche i Provença i als Alps Marítims d'Itàlia. Vola entre el nivell del mar i els 1500 m.[3]
- Melanargia occitanica pelagia: vola al Marroc (Alt Atles i Atles Mitjà) i oest d'Algèria, entre els 500 m i els 2000 m.
- Melanargia occitanica pherusa: exclusivament del nord-oest de Sicília.

## Descripció

### Imago
Envergadura alar d'entre 40 i 48 mm. Destaca per ser blanca amb taques negres distribuïdes per totes les ales. Presenta ocels a les ales posteriors amb pupil·la blava (més visibles a l'anvers, on se'n mostren 6) i un parell més petits a l'àpex del revers de les anteriors. Es diferencia de la resta d'espècies del gènere sobretot per la seva venació marró al revers de les ales i també perquè la línia marró longitudinal corbada a s1b està unida en ambdós extrems a v1b.

### Larva
Eruga verda o ocre coberta d'una curta i fina pilositat poc densa, amb tres franges més fosques, les dels costats acabades cadascuna amb una petita cua fosca. Mostra activitat nocturna.

## Hàbitat
Àrees herboses, rocoses, càlides i seques. L'eruga s'alimenta de diverses gramínies tals com Brachypodium pinnatum, Brachypodium retusum, Dactylis glomerata, Lygeum spartum, Stipa lagascae, Stipa offneri...

## Període de vol
Una generació a l'any entre abril i juny a Europa i entre maig i juny a Àfrica. Hiberna com a eruga entre la vegetació del terra.

## Espècies ibèriques similars
- Melanargia lachesis
- Melanargia galathea
- Melanargia ines
- Melanargia russiae